# Middelburg
Middelburg (anhörenⓘ) ist eine Gemeinde und die Hauptstadt der niederländischen Provinz Zeeland.

## Geographie
Middelburg liegt nördlich von Vlissingen auf der Halbinsel Walcheren in der Provinz Zeeland.
Zur Gemeinde gehören außer der Stadt auch die Orte Arnemuiden, Kleverskerke, Sint Laurens und Nieuw- en Sint Joosland.

## Geschichte

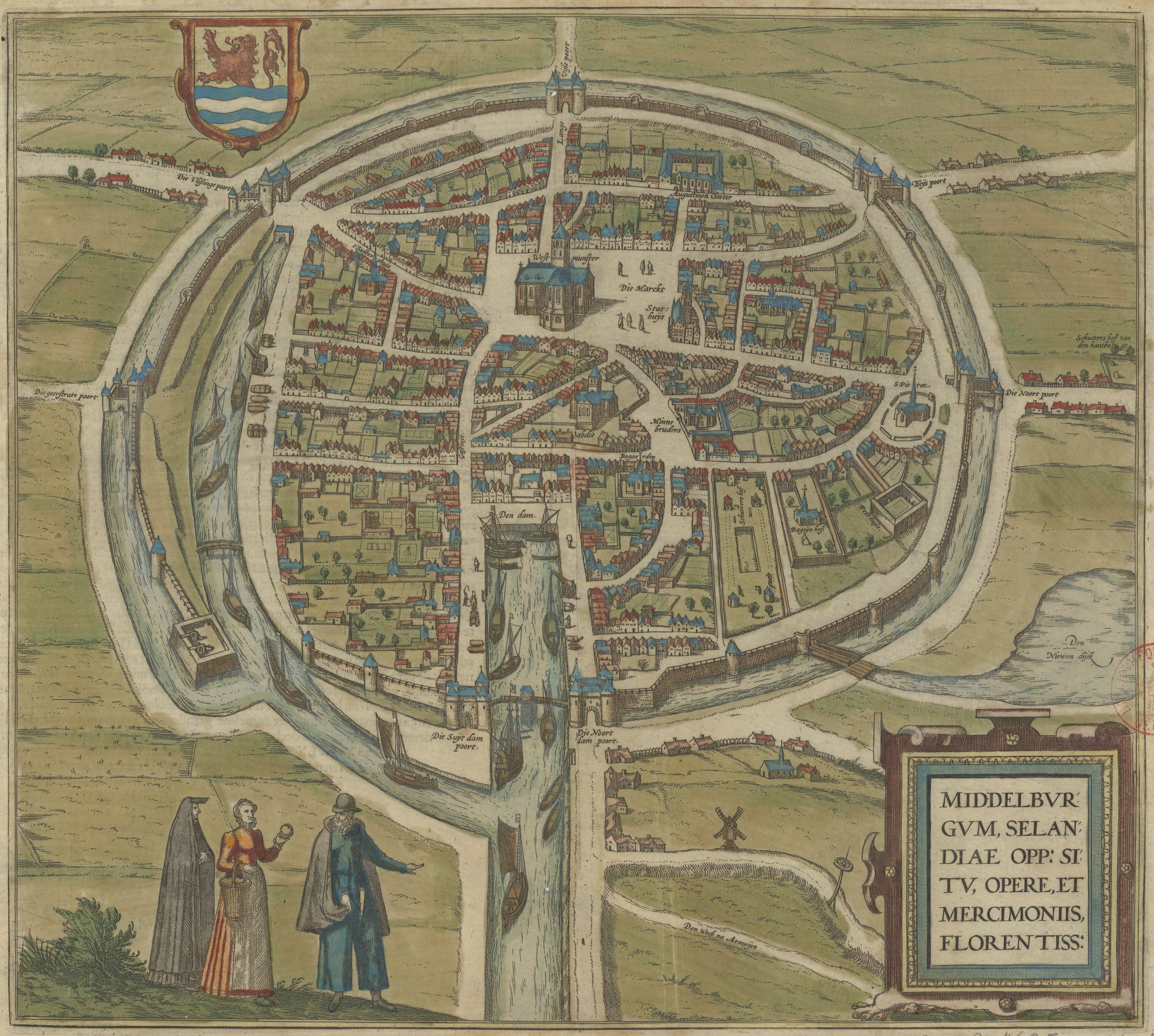
Middelburg im 16. Jahrhundert

### Vor- und Frühgeschichte
Die volksmündlichen Deutungen wollen als Gründer für Metelliusburg (Middelburg) einen legendären Metellius sehen, wie Ulyssingen (Vlissingen) nach Ulysses (Odysseus) selbst und Zierikzee gar nach der Heimstätte der Kirke benannt sein soll.
Die Geschichte Middelburgs dürfte aber erst wesentlich später einsetzen. Keltische Siedlungen auf Zeeland und auch auf dem Gebiet von Middelburg sind möglich, eine römische Besiedlung ist sogar mehr als wahrscheinlich. Aber auch wenn erste historische Spuren auf eine Zeit der römischen Besiedelung weisen und vielleicht sogar am Arne in der Gegend der heutigen Stadt sich diese Siedlung befunden haben mag, kann doch erst mit dem 9. Jahrhundert von Middelburg geredet werden.
Denn die der späteren Stadt zugrunde liegende Fluchtburg entstand um 880 bis 890, wie auch andere zeeländische Festen, aus denen später kleine Städte wurden (Oostburg, Oost-Souburg, Domburg und Burgh). Von hier stammt auch der Name der Stadt, da sie in der Mitte zwischen Soeburg (Südburg) und Domburg gelegen war, im Zusammenhang mit den Einfällen der Normannen, die zu jener Zeit das Land heimsuchten.

### Mittelalter
Um 1125 wurde in Middelburg die Liebfrauenabtei gegründet. Sie umfasst unter anderem zwei Kirchen, die Koorkerk (Chorkirche) aus dem 14. Jahrhundert und die Nieuwe Kerk (Neue Kirche) aus dem 15. Jahrhundert.
Der 85 m hohe Turm der Koorkerk, der den Namen Lange Jan trägt, ist ein Wahrzeichen der Stadt. Heute sind in den Gebäuden der Abtei unter anderem die Provinzverwaltung und das „Zeeuws Museum“ untergebracht.

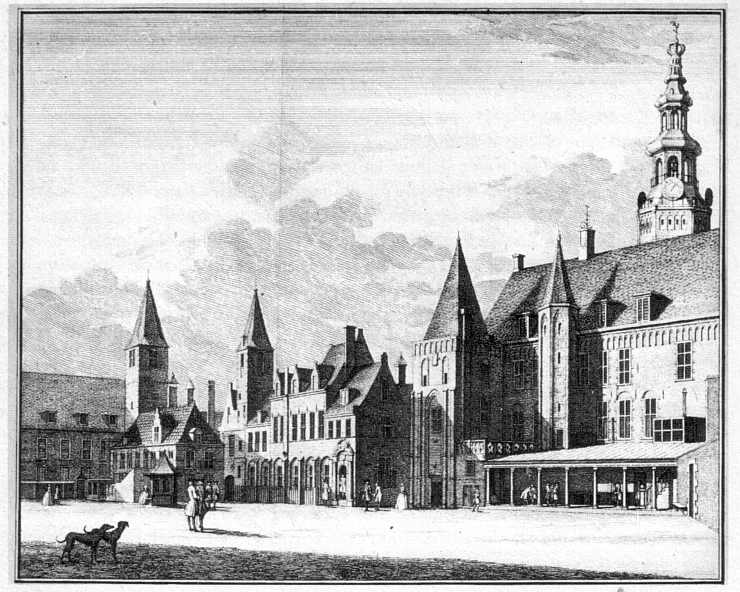
Abtei, Kupferstich von 1746

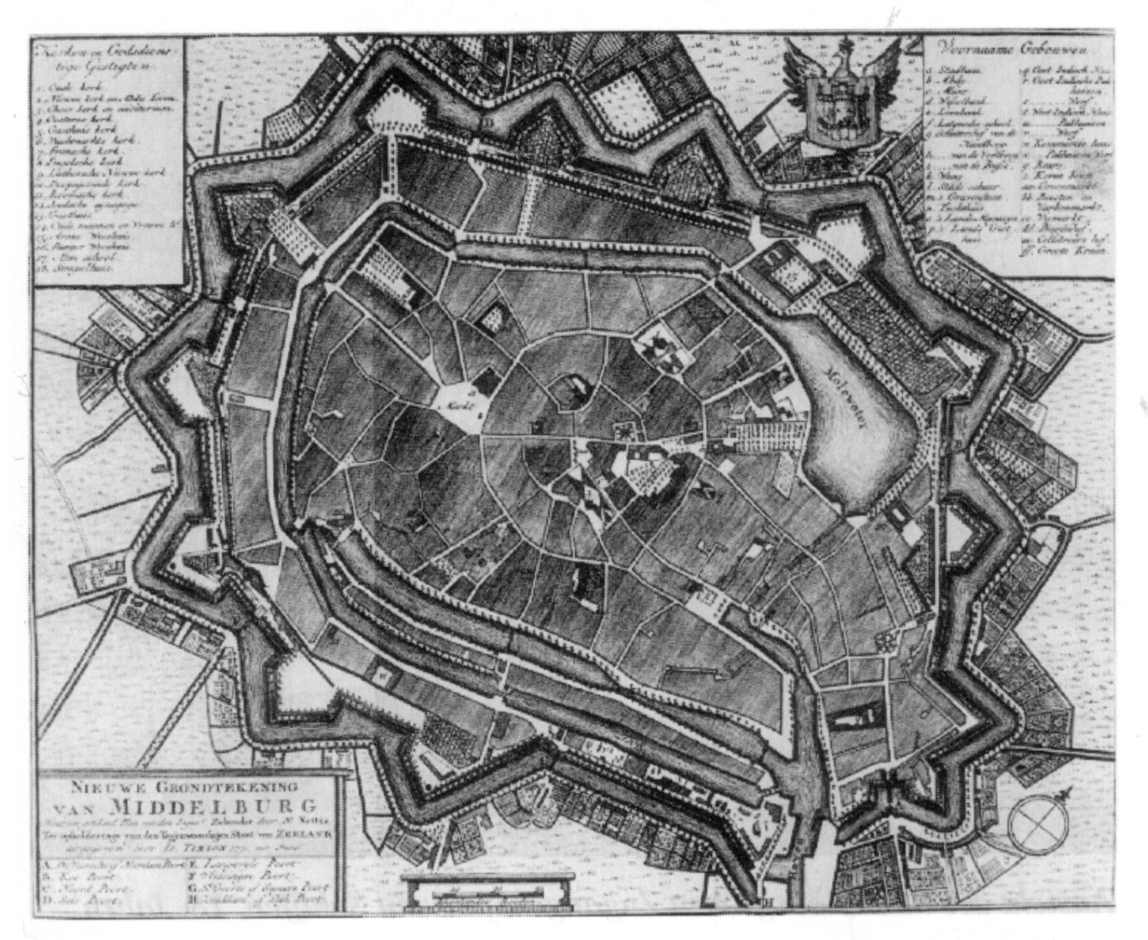
Grundriss der Stadt im 18. Jh.

1217 wurden Middelburg durch Graf Willem I. und Gräfin Johanna von Flandern die Stadtrechte verliehen.
Im 15. Jahrhundert war der östlich der Stadt gelegene Meeresarm Sloe noch schiffbar, wodurch sich Middelburg zu einer wohlhabenden Handelsstadt entwickeln konnte und zeitweise sogar die bedeutendste nach Amsterdam war.

### 16. und 17. Jahrhundert
Im Niederländischen Unabhängigkeitskrieg stand Middelburg 1572 auf der Seite des spanischen Königreichs. Cristóbal de Mondragón zog mit seinen Truppen nach Middelburg, um die Stadt gegen die Geusen zu verteidigen. 1573 wurde Middelburg von den Truppen Wilhelms von Oranien eingeschlossen, eine lange Belagerung folgte. Am 21. Februar 1574 ergaben sich die Stadt und Cristóbal de Mondragón mit seinen Truppen – dank ihrer tapferen Verteidigung unter ehrenvollen Bedingungen. So fiel Middelburg an die Republik der Sieben Vereinigten Provinzen.
Zwischen 1579 und 1585 stattete Johan van Rijswijk die Stadt mit einer neuen Umwallung mit Spitzbastionen auf der Höhe damaliger Technik aus. Der als Stadtgraben dienende Wasserlauf des Arne wurde den Erfordernissen des Festungsbaus angepasst.
1608 wurde in dieser Stadt von Hans Lipperhey das Fernrohr erfunden.
Gegen Ende des 17. Jahrhunderts hatte Middelburg etwa 30.000 Einwohner, für damalige Begriffe eine Großstadt, und war damit die fünftgrößte Stadt der niederländischen Republik. Sowohl die VOC, wie auch die WIC hatten hier eine Niederlassung.
Viele Straßen- und Hausnamen verweisen noch heute auf die weitreichenden Auslandsbeziehungen Middelburgs zu dieser Zeit.

### 18. und 19. Jahrhundert
Middelburg verlor mit dem Vierten Englisch-Niederländischen Krieg 1780–1784 und die kurz darauf folgende Besetzung durch die Franzosen zunehmend an Bedeutung. Hinzu kam, dass das Sloe mehr und mehr versandete und der Hafen immer schlechter zu erreichen war.
1815 grub man einen neuen Kanal in Richtung Veere. 1878 erhielt die Stadt Anschluss an das Eisenbahnnetz.

### Neuere Geschichte
Während des Zweiten Weltkriegs griff die Wehrmacht am 10. Mai 1940 die Benelux-Staaten an; dies war der erste Teil des gegen Frankreich gerichteten Westfeldzuges. Nach der Bombardierung von Rotterdam am Nachmittag des 14. Mai verkündeten die Niederlande um 20:30 Uhr per Rundfunk ihre Kapitulation.
Auf Zeeland, einer wegen ihrer Lage und ihres militärischen Ausbaus gut zu verteidigenden Insel, ignorierten niederländische und französische Truppen dies; sie kämpften weiter. Erst als die deutsche Luftwaffe und französische Artillerie am 17. Mai 1940 Middelburg bombardierten, wobei die Innenstadt Middelburgs fast komplett zerstört wurde, kapitulierten auch sie.

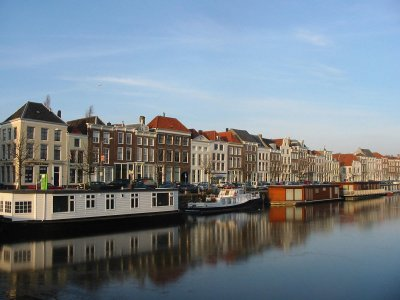
Rouaansekaai

Im Herbst 1944 litt Middelburg schwer unter den Bombardements der Westalliierten. Außerdem lief die Stadt im Oktober 1944 teilweise unter Wasser (westalliierte Bomber hatten gezielt Deiche bombardiert, um große Flächen unter Wasser zu setzen). Im Zuge der Schlacht an der Scheldemündung zwischen 2. Oktober und 8. November 1944 eroberte die 1. Kanadische Armee Zeeland; am 6. November eroberten kanadische Truppen Middelburg. Zwei Tage später endete der deutsche Widerstand endgültig.
Von den Mauerwerksverzierungen des spätgotischen Rathauses überstanden nur die 1458 geschaffenen Figuren der Seeländer Grafen und Gräfinnen den Bombenhagel. Sie stehen heute wieder an ihrem angestammten Platz in der Fassade des rekonstruierten Gebäudes. Das heute historisch wirkende lückenlose Stadtbild basiert auf einer großflächig geplanten Rekonstruktion in den Nachkriegsjahren.
Seit 2017 trägt der Asteroid (346886) Middelburg den Namen der Stadt.

### Arnemuiden
Arnemuiden, dessen Name Mündung der Arne bedeutet, war im Spätmittelalter ein Fischerdorf. Es ist nach wie vor eine etwas geschlossene Gemeinschaft, wo nicht nur zum sonntäglichen Kirchgang manchmal noch Trachten getragen werden. Viele der knapp 5.000 Einwohner leben von der Fischerei oder der Fischverarbeitung. Im Windschatten der Insel Walcheren gelegen, wurde das Seegebiet vor Arnemuiden im Mittelalter und in der Frühen Neuzeit als Reede verwendet, um auf besseres Wetter oder günstigere Winde zu warten. Diese Reede war sowohl für Middelburg wie auch für Antwerpen wichtig. Arnemuiden drohte sogar, in seiner Entwicklung zur Stadt Middelburg zu überflügeln. Da sie aber auf dem Grundgebiet von Middelburg lag, verboten die Middelburger Stadtregenten in Arnemuiden jegliche Hafenaktivitäten. Mit dem Versanden des Kanals nach Middelburg und des Seegebiets vor Arnemuiden verfiel auch dessen Bedeutung. Außerdem wurde ein neuer Kanal an Arnemuiden vorbei gegraben. Die Reede verlagert sich weiter in die Westerschelde vor Fort Rammekens. Heute liegt Arnemuiden auf Polderland zwischen den ehemaligen Inseln Walcheren und Südbeveland.

## Politik
Sitzverteilung im Gemeinderat
Der Gemeinderat wird seit 1982 wie folgt gebildet:
| Partei                            | Sitze a | Sitze a | Sitze a | Sitze a | Sitze a | Sitze a | Sitze a | Sitze a | Sitze a | Sitze a | Sitze a |
| Partei                            | 1982    | 1986    | 1990    | 1994    | 1996 b  | 2002    | 2006    | 2010    | 2014    | 2018    | 2022    |
| --------------------------------- | ------- | ------- | ------- | ------- | ------- | ------- | ------- | ------- | ------- | ------- | ------- |
| GroenLinks                        | –       | –       | 1       | 3       | 2       | 2       | 2       | 3       | 2       | 3       | 8       |
| PvdA                              | 6       | 8       | 7       | 5       | 6       | 6       | 7       | 5       | 4       | 3       | 8       |
| Lokale Partij Middelburg c        | –       | –       | –       | –       | –       | –       | –       | 4       | 4       | 6       | 5       |
| SGP                               | 3       | 3       | 4       | 4       | 4       | 3       | 3       | 3       | 3       | 3       | 3       |
| RPF                               | 3       | 3       | 4       | 4       | 3       | –       | –       | –       | –       | –       | –       |
| GPV                               | 3       | 3       | 4       | 4       | 3       | –       | –       | –       | –       | –       | –       |
| CDA                               | 8       | 7       | 7       | 5       | 6       | 6       | 5       | 4       | 4       | 4       | 3       |
| D66                               | 1       | 1       | 3       | 4       | 2       | 1       | 0       | 2       | 3       | 2       | 3       |
| ChristenUnie                      | –       | –       | –       | –       | –       | 3       | 3       | 3       | 3       | 3       | 3       |
| VVD                               | 5       | 5       | 3       | 6       | 4       | 3       | 3       | 3       | 3       | 3       | 2       |
| SP                                | –       | –       | –       | –       | –       | 2       | 3       | 2       | 3       | 2       | 1       |
| FvD                               | –       | –       | –       | –       | –       | –       | –       | –       | –       | –       | 1       |
| Politieke Partij Middelburg c     | –       | –       | –       | –       | –       | 3       | 2       | –       | –       | –       | –       |
| Middelburg Transparant c          | –       | –       | –       | –       | –       | –       | 1       | –       | –       | –       | –       |
| Algemeen Ouderen Verbond/Unie 55+ | –       | –       | –       | –       | 2       | –       | –       | –       | –       | –       | –       |
| PPR                               | –       | 1       | –       | –       | –       | –       | –       | –       | –       | –       | –       |
| Progressief Middelburg            | 2       | –       | –       | –       | –       | –       | –       | –       | –       | –       | –       |
| Gesamt                            | 25      | 25      | 25      | 27      | 29      | 29      | 29      | 29      | 29      | 29      | 29      |

- SP: 1
- GL-PvdA: 8
- D66: 3
- LPM: 5
- VVD: 2
- CDA: 3
- CU: 3
- SGP: 3
- FvD: 1

Anmerkungen

## Sehenswürdigkeiten
- Stadhuis Middelburg: eines der bedeutendsten gotischen Rathäuser der Niederlande.
- Abdij Onze Lieve Vrouw: Liebfrauenabtei, ehemaliges Stift der Prämonstratenser aus dem 15. Jahrhundert, mit Sitz der Provinzialverwaltung. Zwischen 1948 und 1955 nach den Zerstörungen des Zweiten Weltkrieges renoviert.
- Lange Jan: 91 m hoher, achteckiger Turm der Abtei.
- Gistpoort: Torgebäude der Abtei
- St. Jorisdoelen: Haus der Schützengilde (Kopie), ursprünglich von 1582.
- Oostkerk: Protestantischer Zentralbau mit Kuppel von 1667.
- Lutherse Kerk: barocker Saalbau von 1742, vormalige evangelisch-lutherische Pfarrkirche, gehört heute zur Protestantse Gemeente Middelburg.
- Engelse Kerk: Ehemalige Klosterkapelle der Alexianer (1471 bis 1484)
- Gasthuiskerk: Spätgotische Kapelle des ehemaligen Hospitals St. Barbara (1493/94)
- Doopsgezinde Kerk (1895)
- Stadsschuur Middelburg (1585)
- Koepoort: Stadttor von 1753 im Stil Ludwigs XIV.
- Kuiperspoort: Lagerhäuser der Küfergilde von 1586.
- Wallanlagen der Stadt
- Zeeuws Museum: Provinzialmuseum, mit unter anderem einer bedeutenden Sammlung Wandteppiche. Das Museum befindet sich in einem Flügel der Abtei.
- Mini Mundi: Freizeitpark, enthält die ehemals eigenständige Modellanlage Miniatuur Walcheren, in der Bauten der Halbinsel Walcheren auf Maßstab 1:20 nachgebaut sind.

Im Zweiten Weltkrieg zerstört wurde die spätgotische Waalse Kerke des früheren Begardenhofes. Bereits zuvor hatte Middelburg zwei große gotische Sakralbauten verloren, die Westmünsterkirche St. Maarten, die bis 1575 den Marktplatz vor dem Rathaus dominiert hatte, sowie die Nordmünsterkirche St. Pieter, die 1833 niedergelegt wurde. Sie war zeitweilig die Bischofskirche des kurzlebigen Bistums Middelburg.
Der Stadtkern von Middelburg ist heute „beschermd stadgezicht“ (zu Deutsch: geschütztes Stadtbild) und verfügt über mehr als 1100 denkmalgeschützte Gebäude.

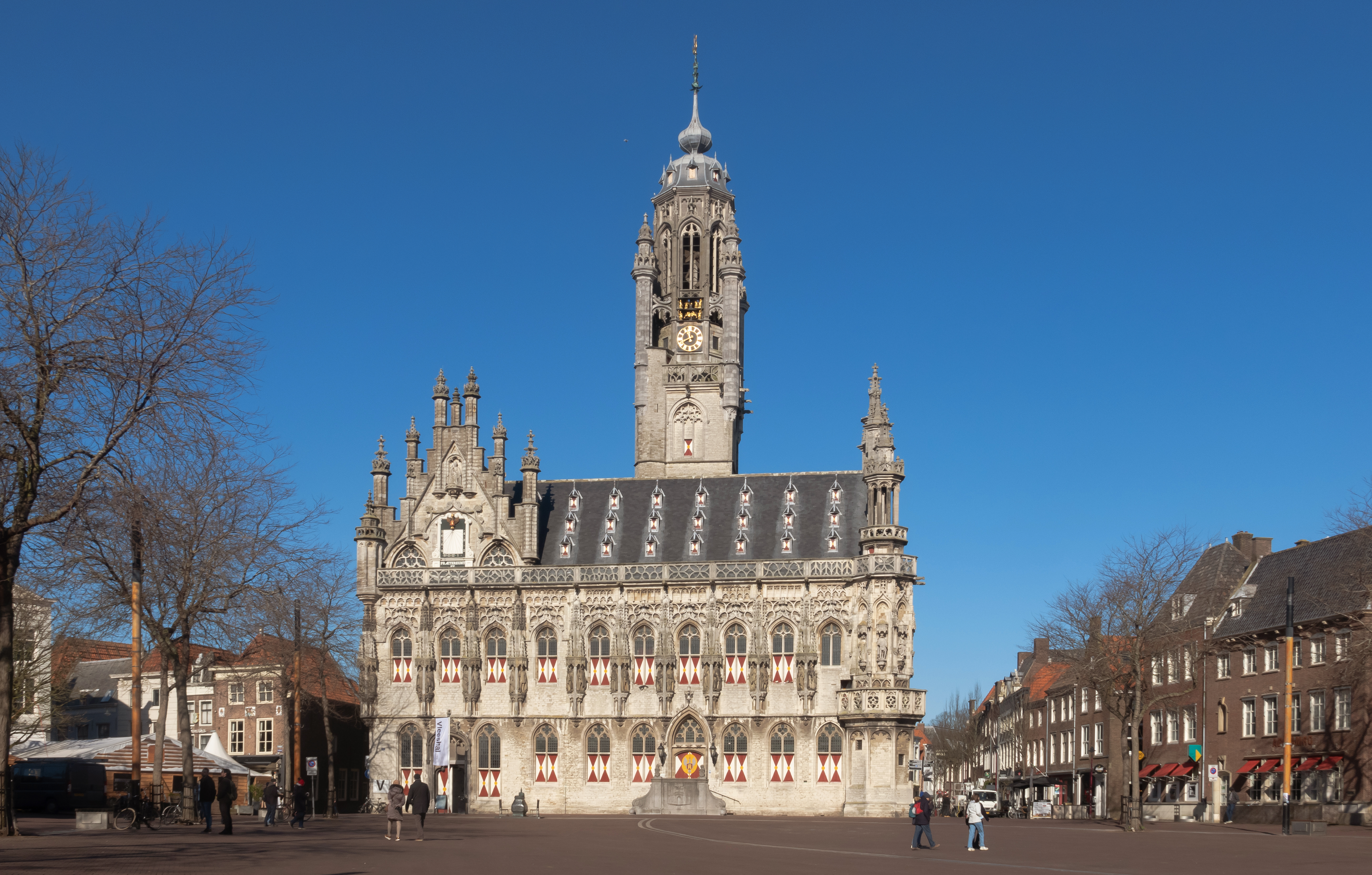
Das Rathaus
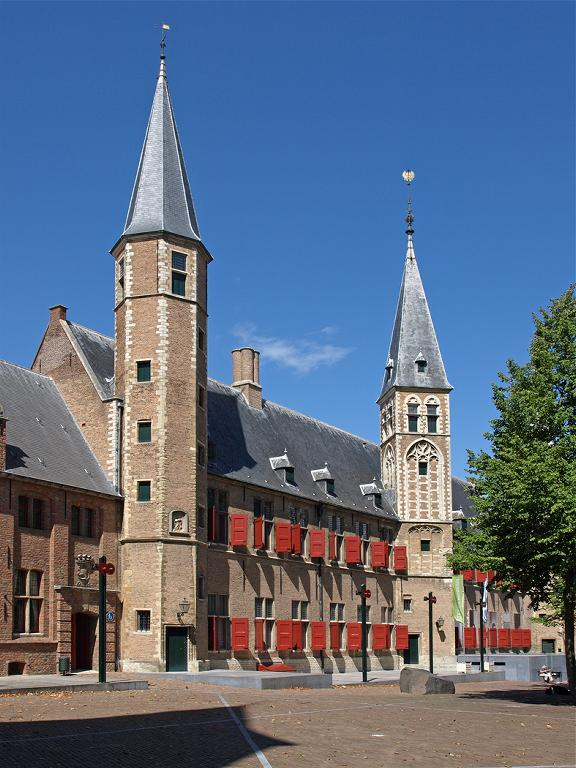
Die Abtei
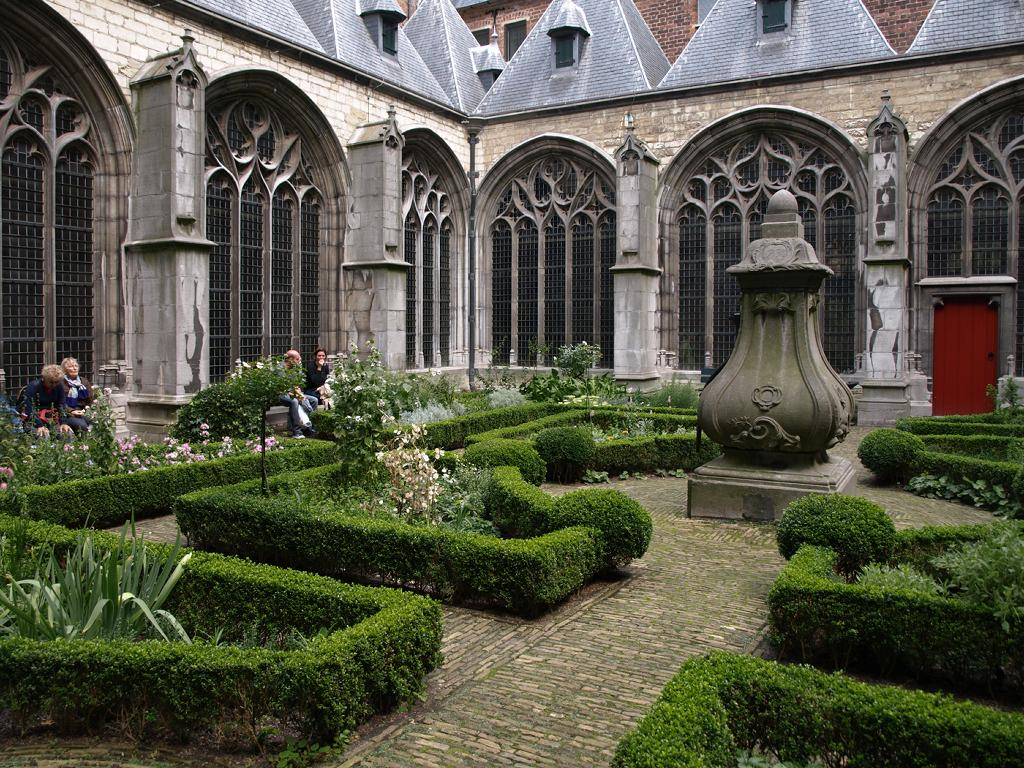
Innenhof der Abtei
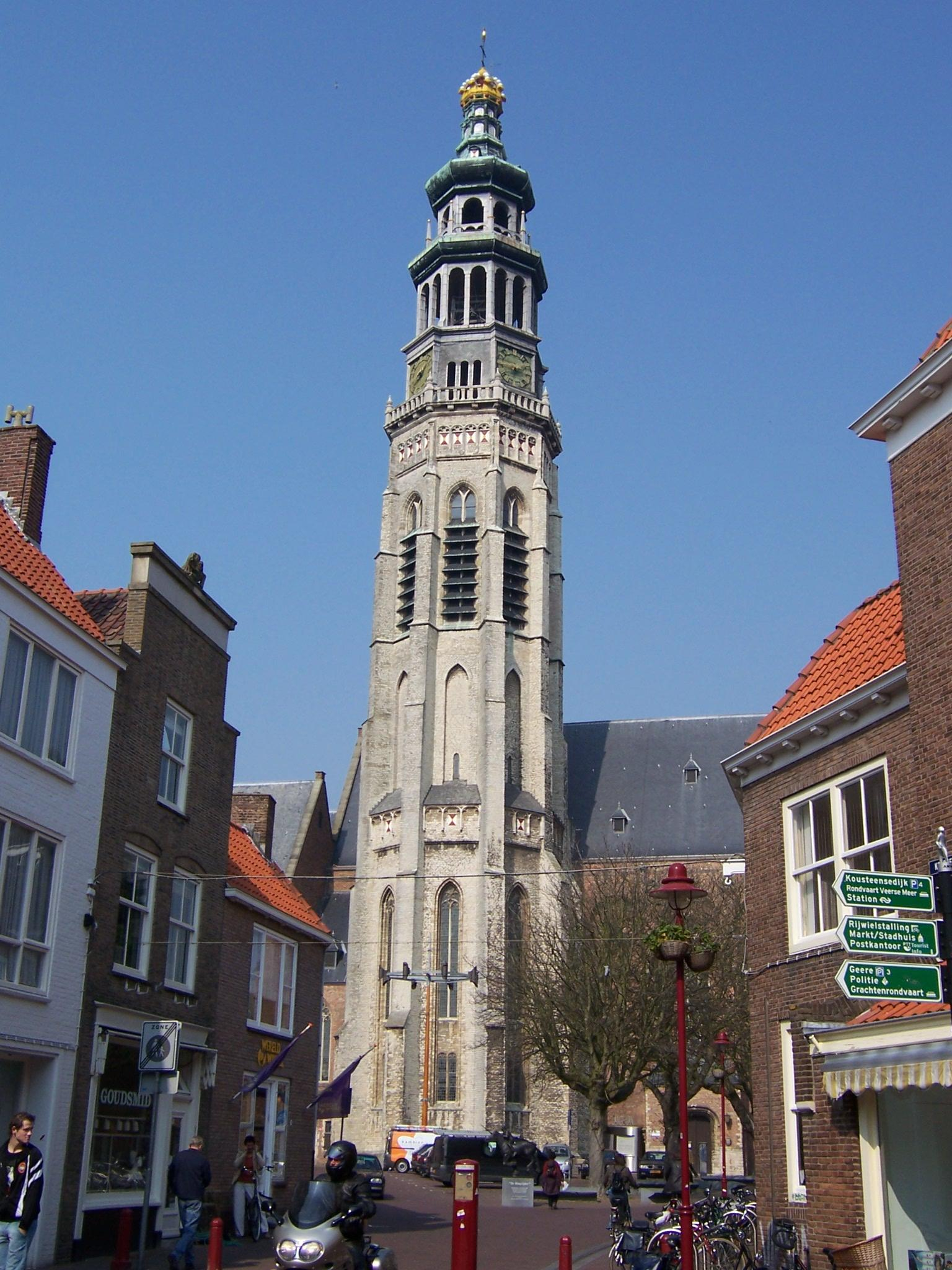
Der Lange Jan
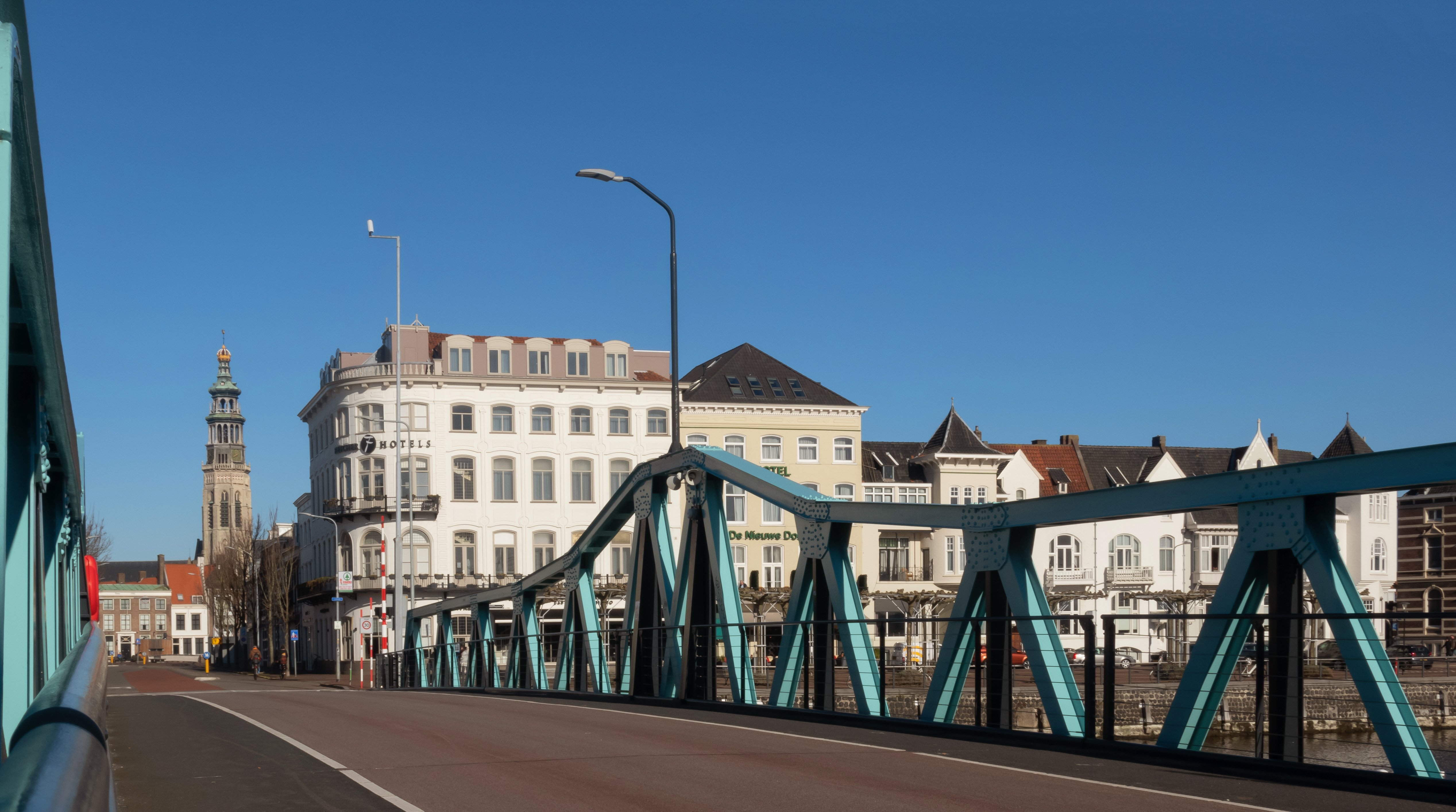
Blick auf den Lange Jan vom Bahnhof
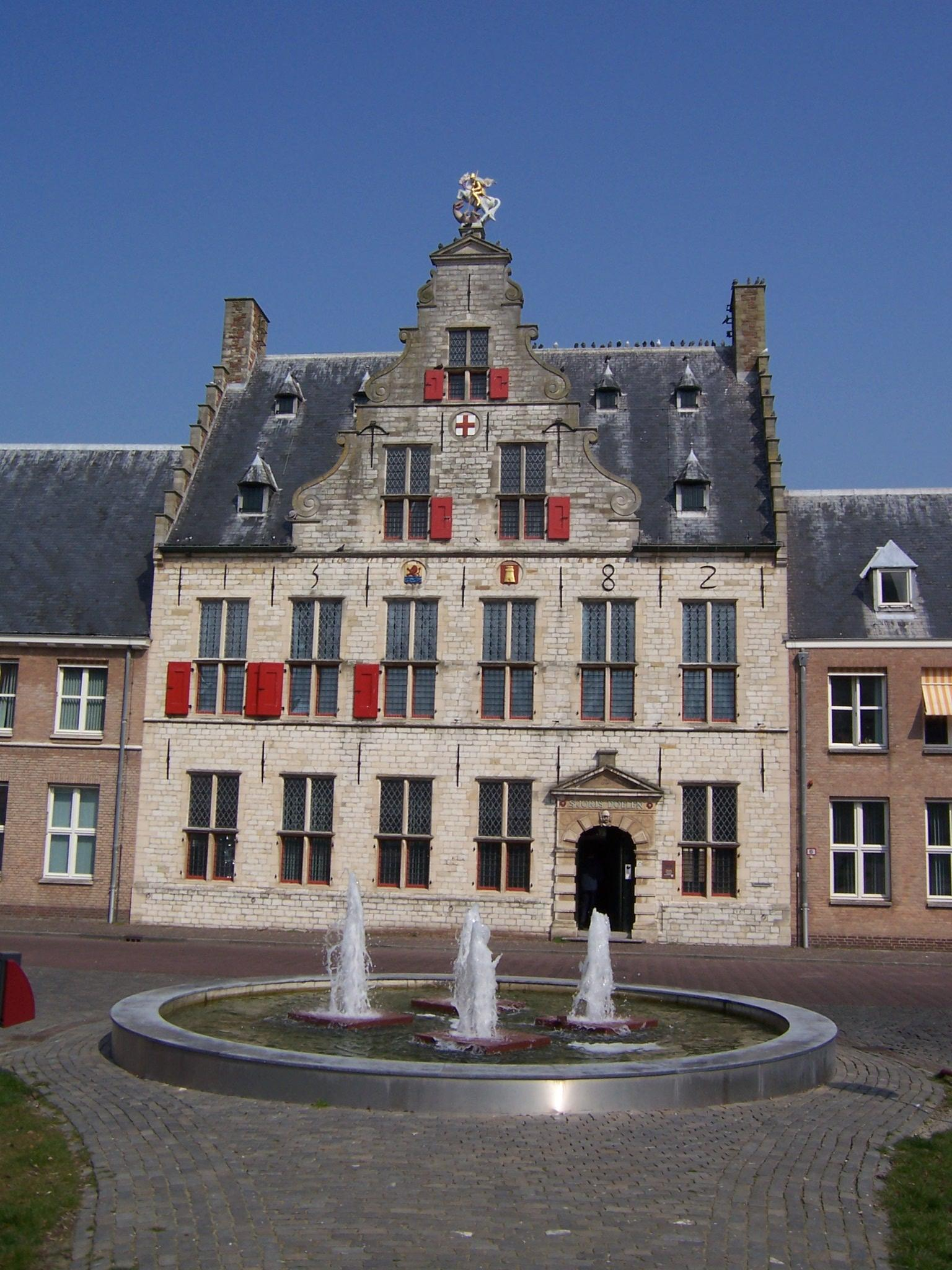
St. Jorisdoelen
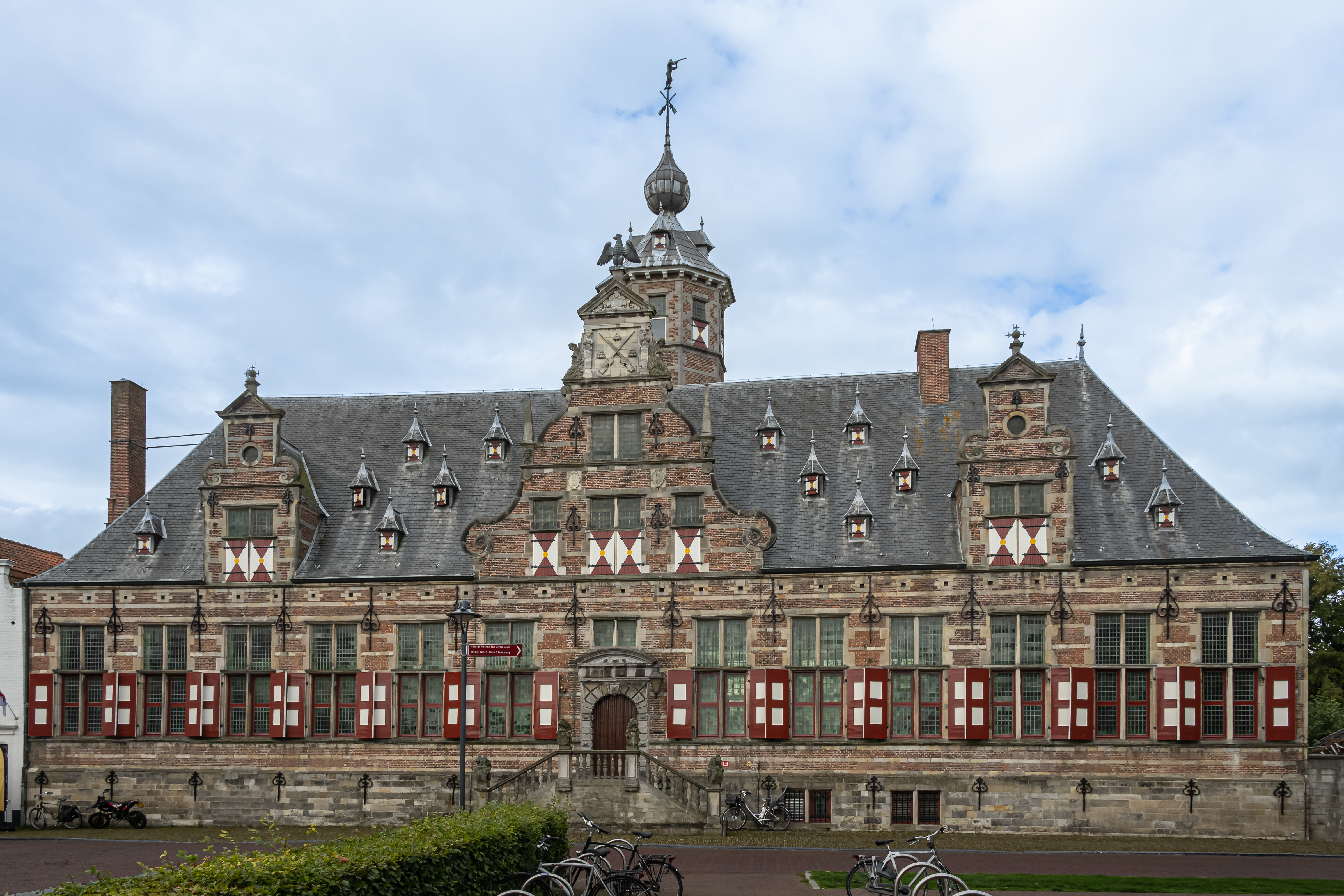
Monumentalbau: der Kloveniersdoelen
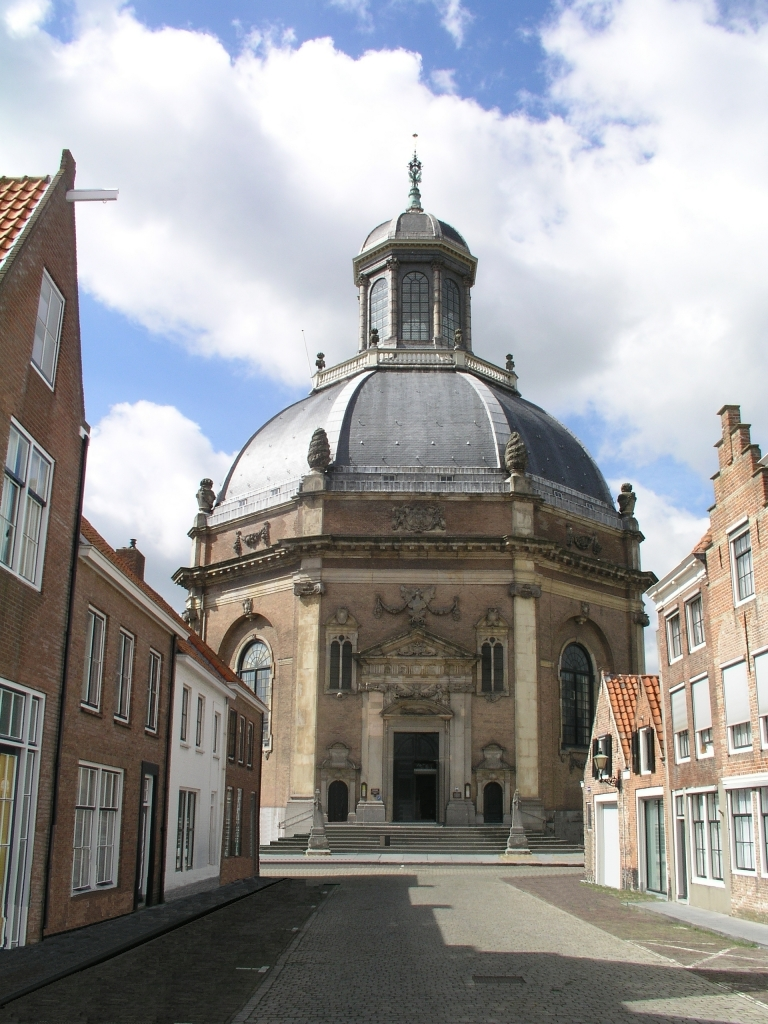
Die Oostkerk
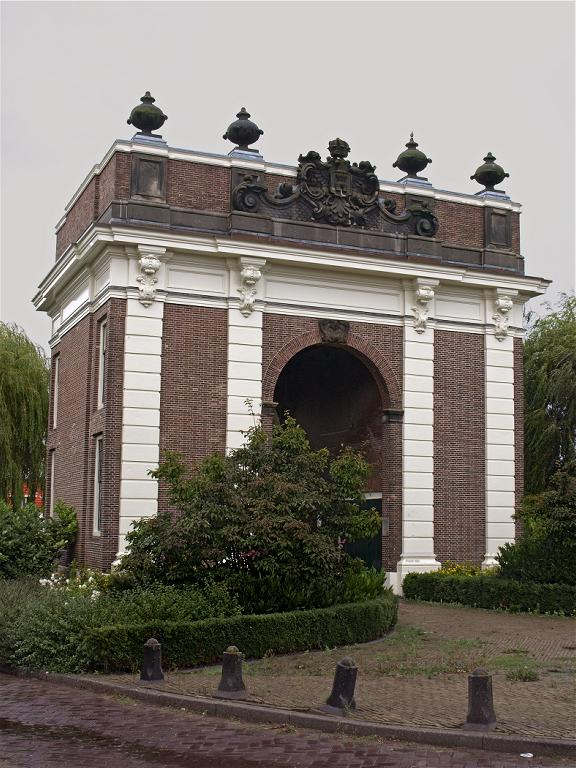
Stadttor Koepoort
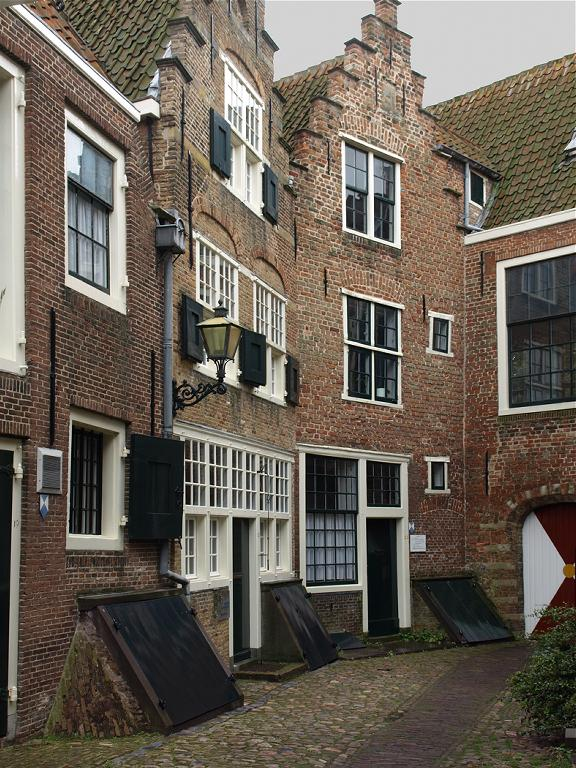
Kuiperspoort
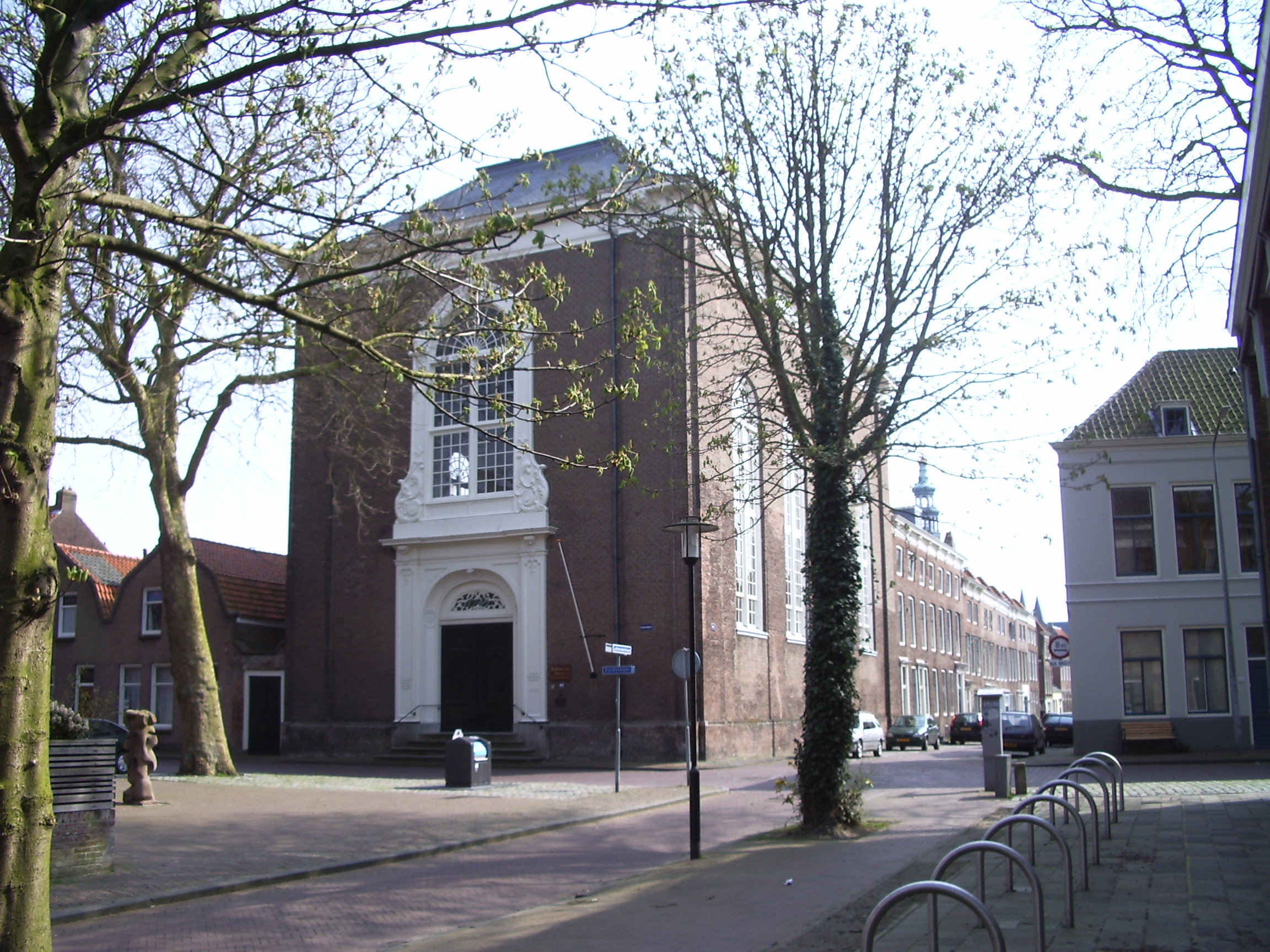
Lutherse Kerk
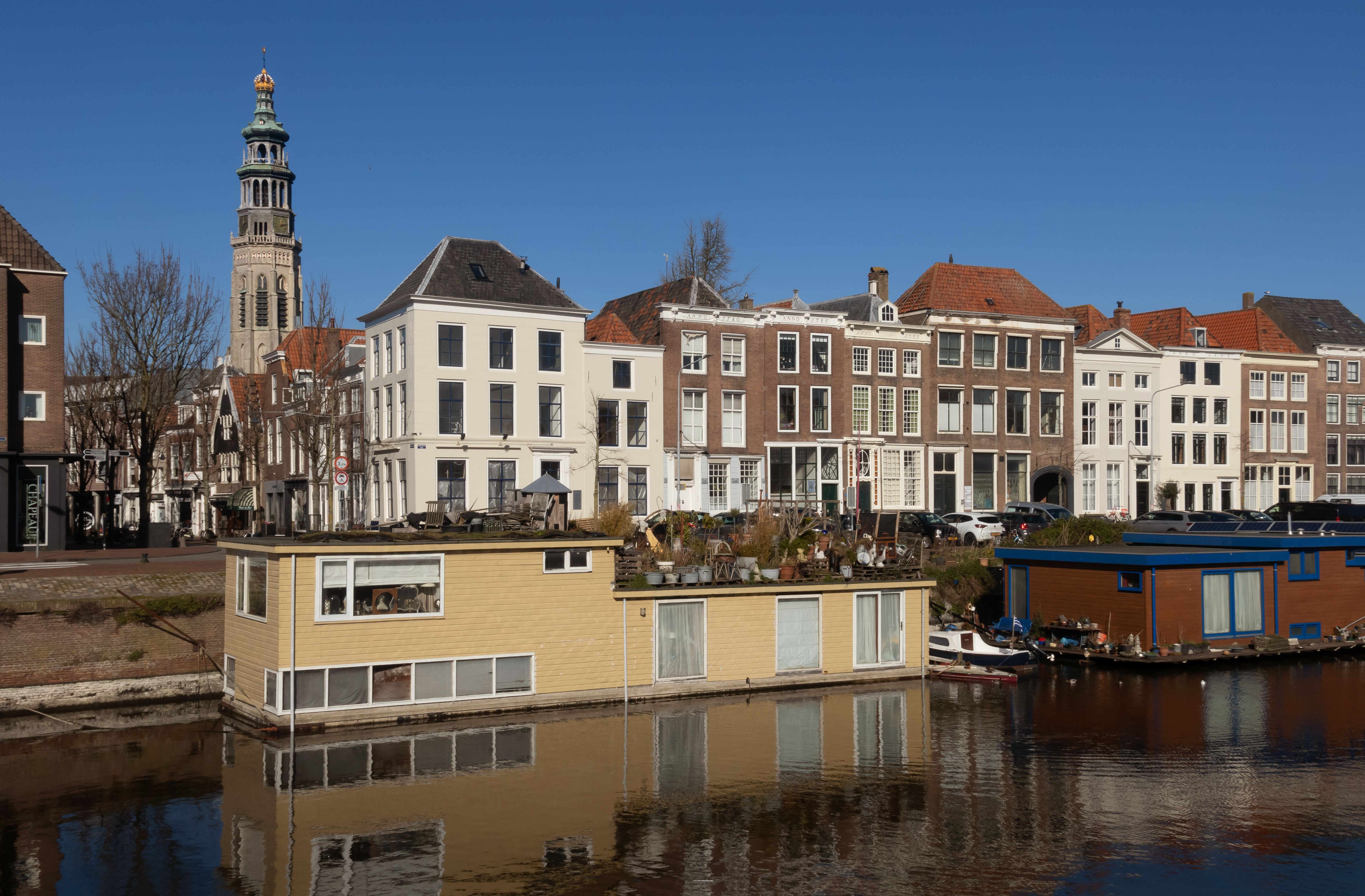
De Londense Kaai
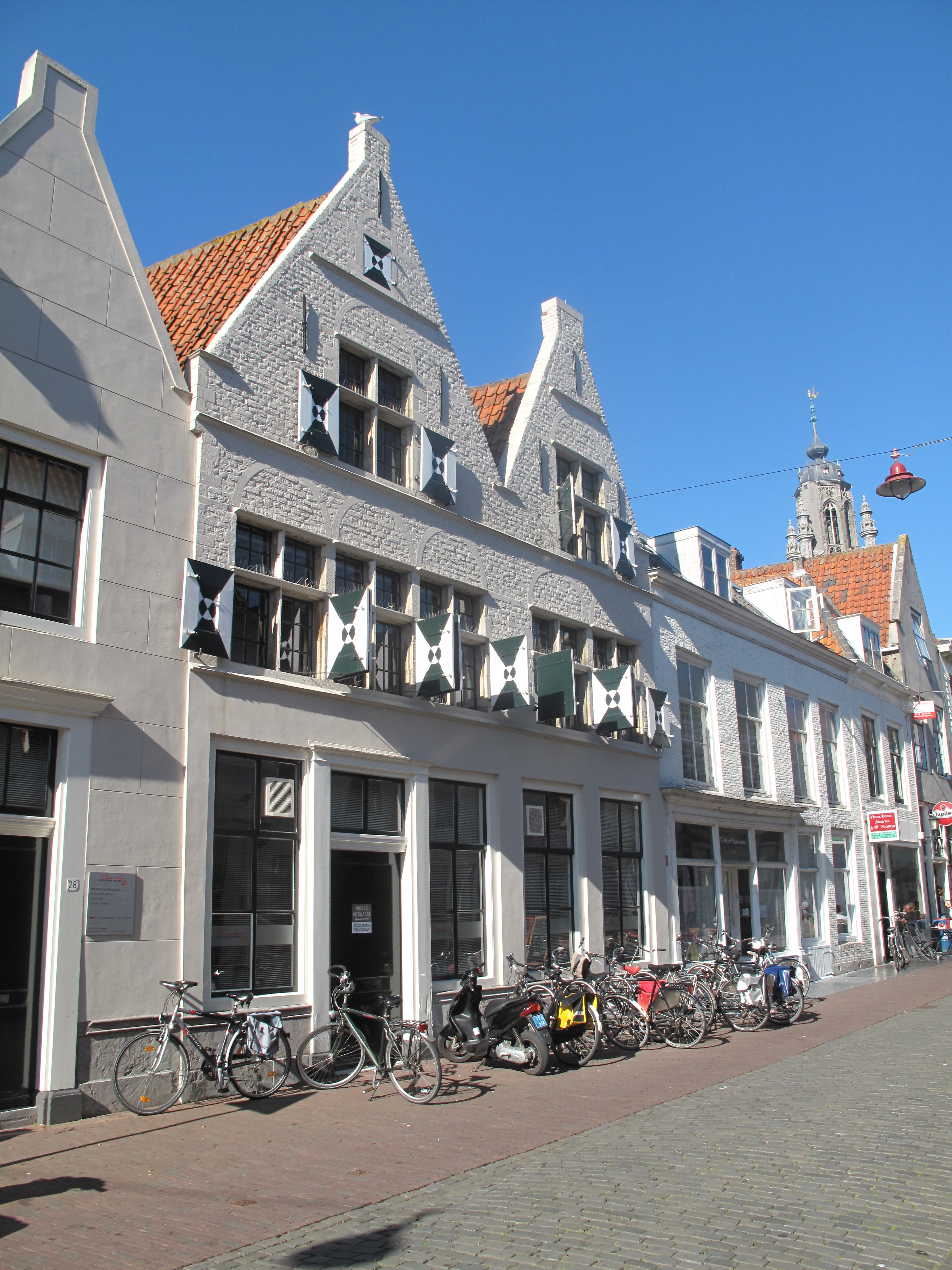
De Vlasmarkt
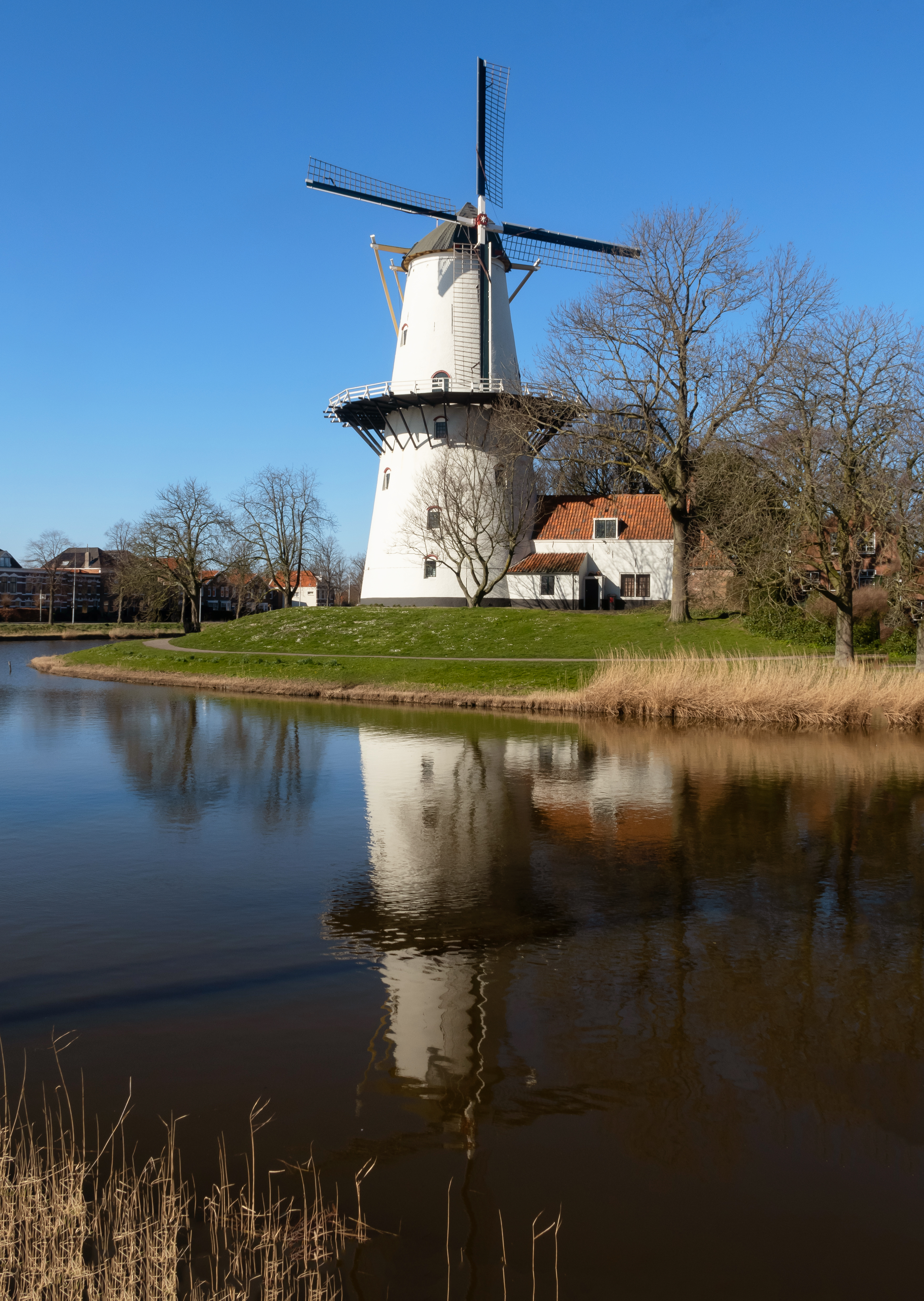
Mühle: molen de Hoop
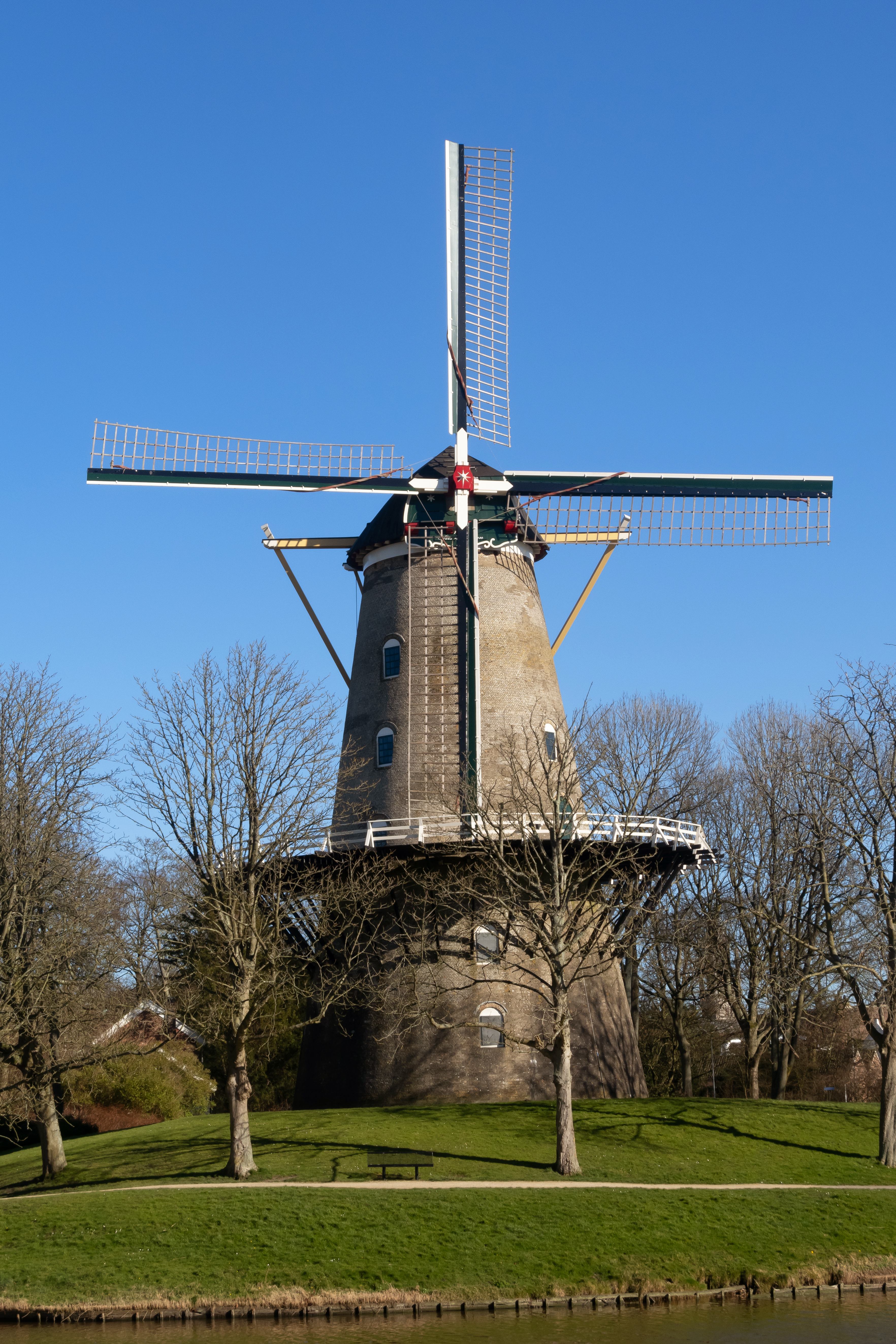
Mühle: de Seismolen
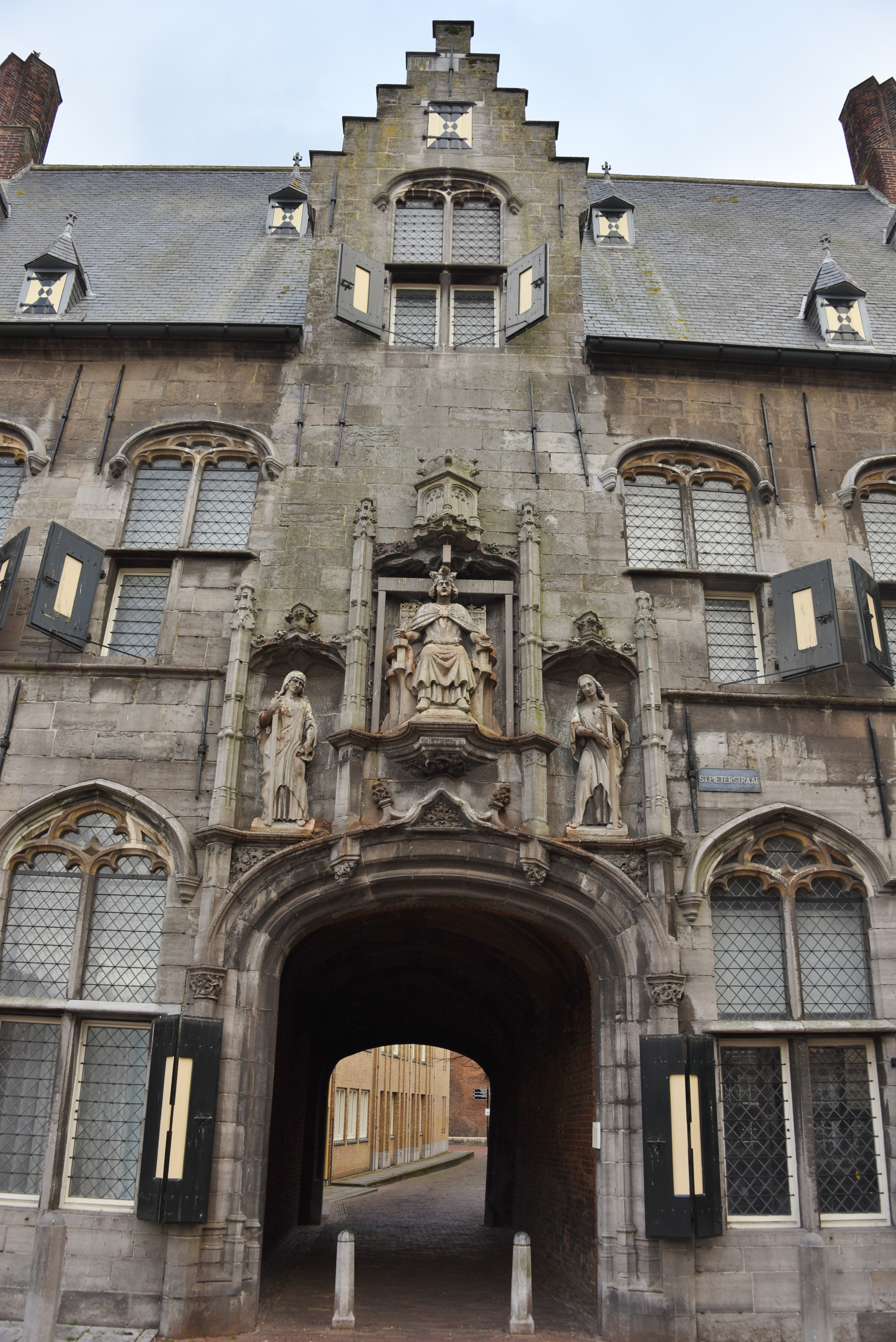
Blauwe of Gistpoort
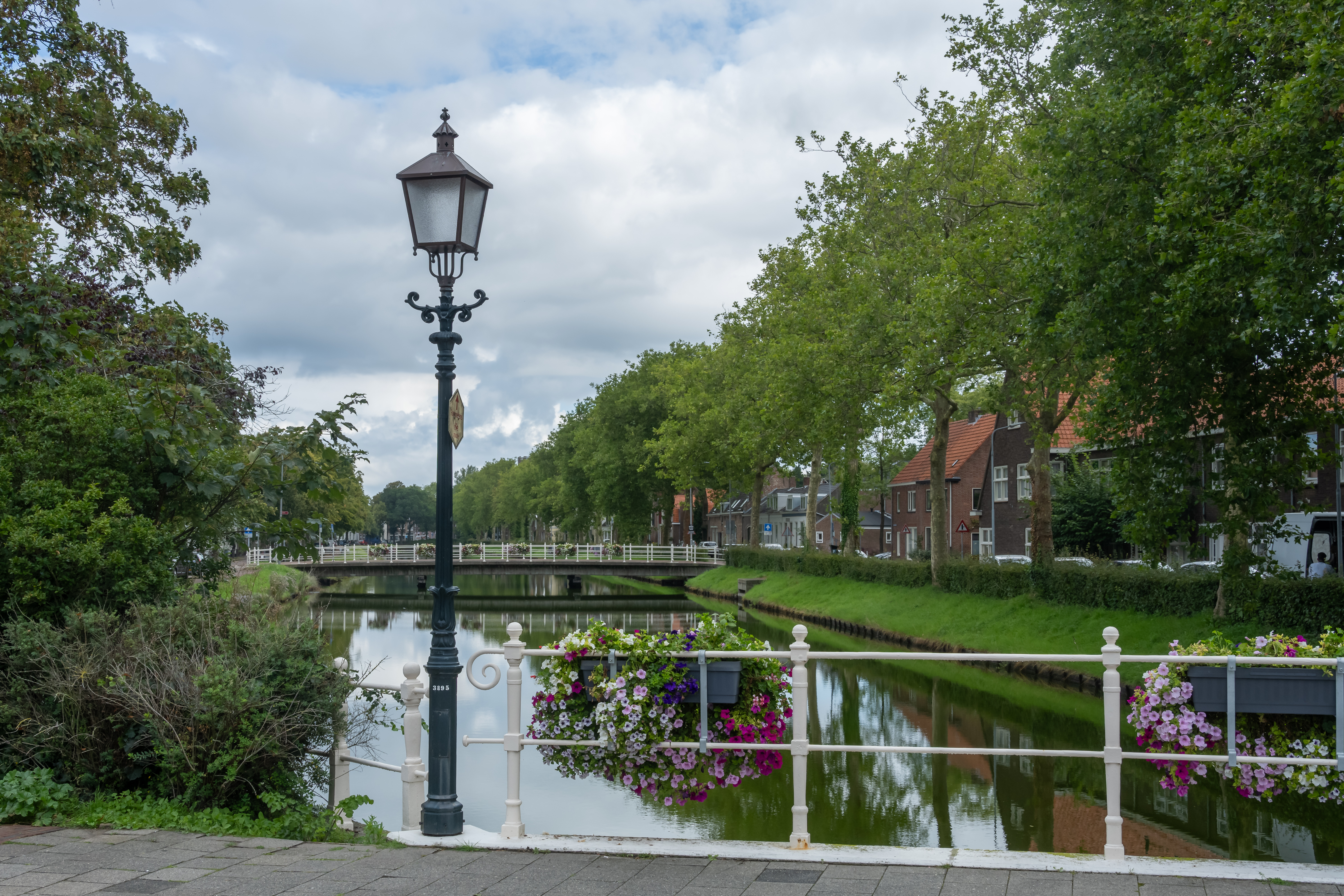
Herengracht
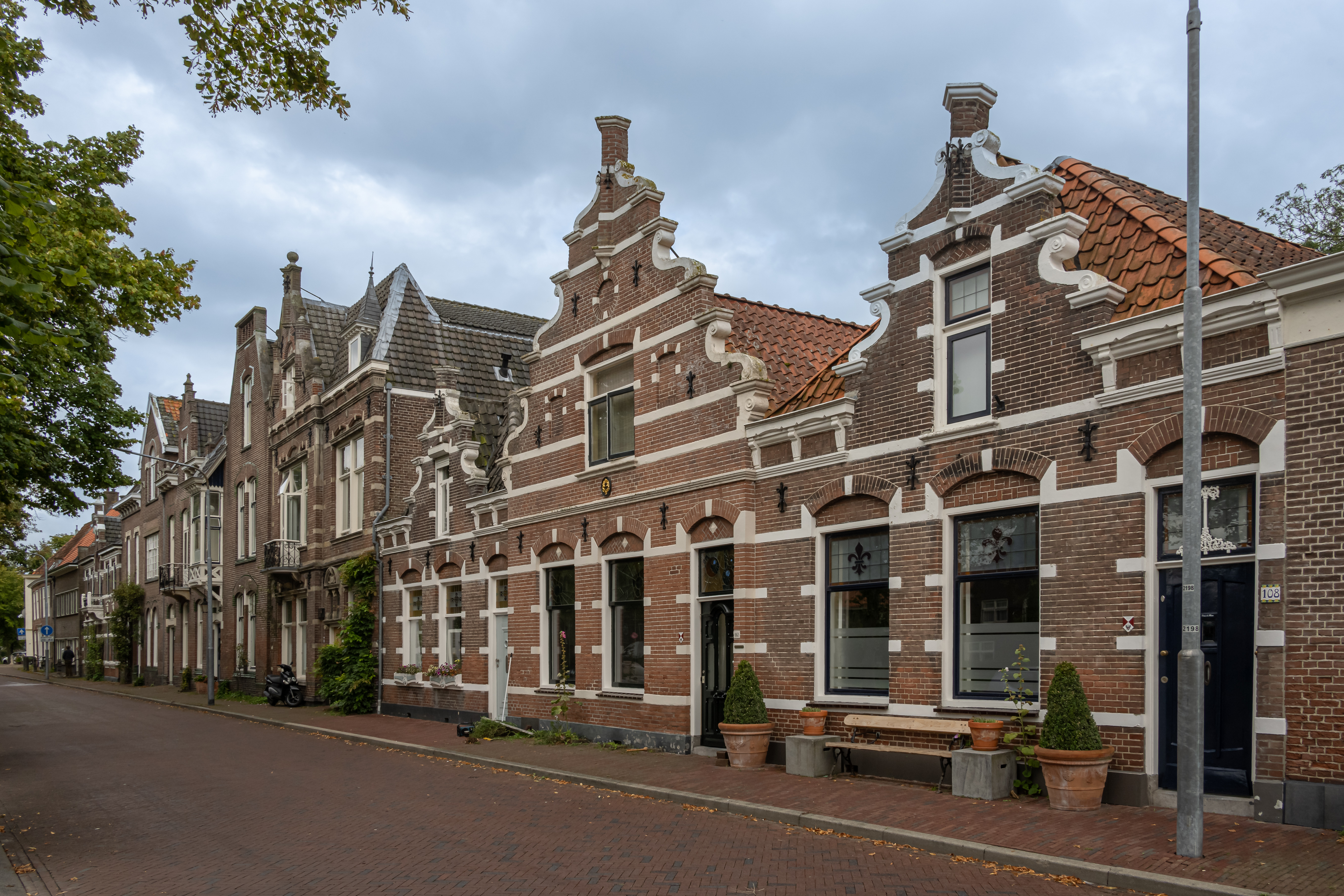
Herengracht

## Verkehr
Middelburg ist durch die A58 (E312) an das niederländische Autobahnnetz angeschlossen und über die N57 mit dem Europoort verbunden.
Am Bahnhof Middelburg halten halbstündlich IC. Die Züge bedienen auch den Bahnhof Arnemuiden, eine 1971 eingemeindete Ortschaft. Mit dem Zug kommt man auf der Zeeuwse Lijn ohne Umsteigen nach Vlissingen oder Rotterdam, Den Haag (HS-Bahnhof), Leiden, Amsterdam und Lelystad.
Regionalbusse der Connexxion ab Bahnhof Middelburg fahren in die nächsten Ortschaften.
Middelburg ist Startpunkt der LF13, einer der Landelijke Fietsroutes.
Unmittelbar am Kanal durch Walcheren gelegen, ist sie auch auf dem Wasserweg zu erreichen.

## Wirtschaft
Middelburg besitzt seit 2004 ein University College – die, von der Schwesteruniversität Utrecht aus gegründete, Roosevelt Academy. Sie ist die kleinste Universität der Niederlande und neben der Hogeschool Zeeland die einzige der Provinz.
Middelburg ist, als Provinzhauptstadt, ein bedeutendes Verwaltungszentrum. So gibt es die Provinzialverwaltung, zwei Gerichte und ein Gefängnis. Die Stadt hat auch viel Handel und Kleingewerbe. Der Tourismus, der dem Einzelhandel auch starken Auftrieb gibt, ist ebenfalls ein bedeutender Wirtschaftsfaktor.
In Arnemuiden ist die Fischerei von Bedeutung.